# 검량
검량이란 출주마가 경주할 때 부여받은 부담중량(기수체중 및 장구무게 등)을 경주 전·후에 계량하여 확인하는 것을 말한다. 전검량과 후검량으로 나뉜다.